# Comité de liaison pour la solidarité avec l'Europe de l'Est
Pour les articles homonymes, voir Colisée.

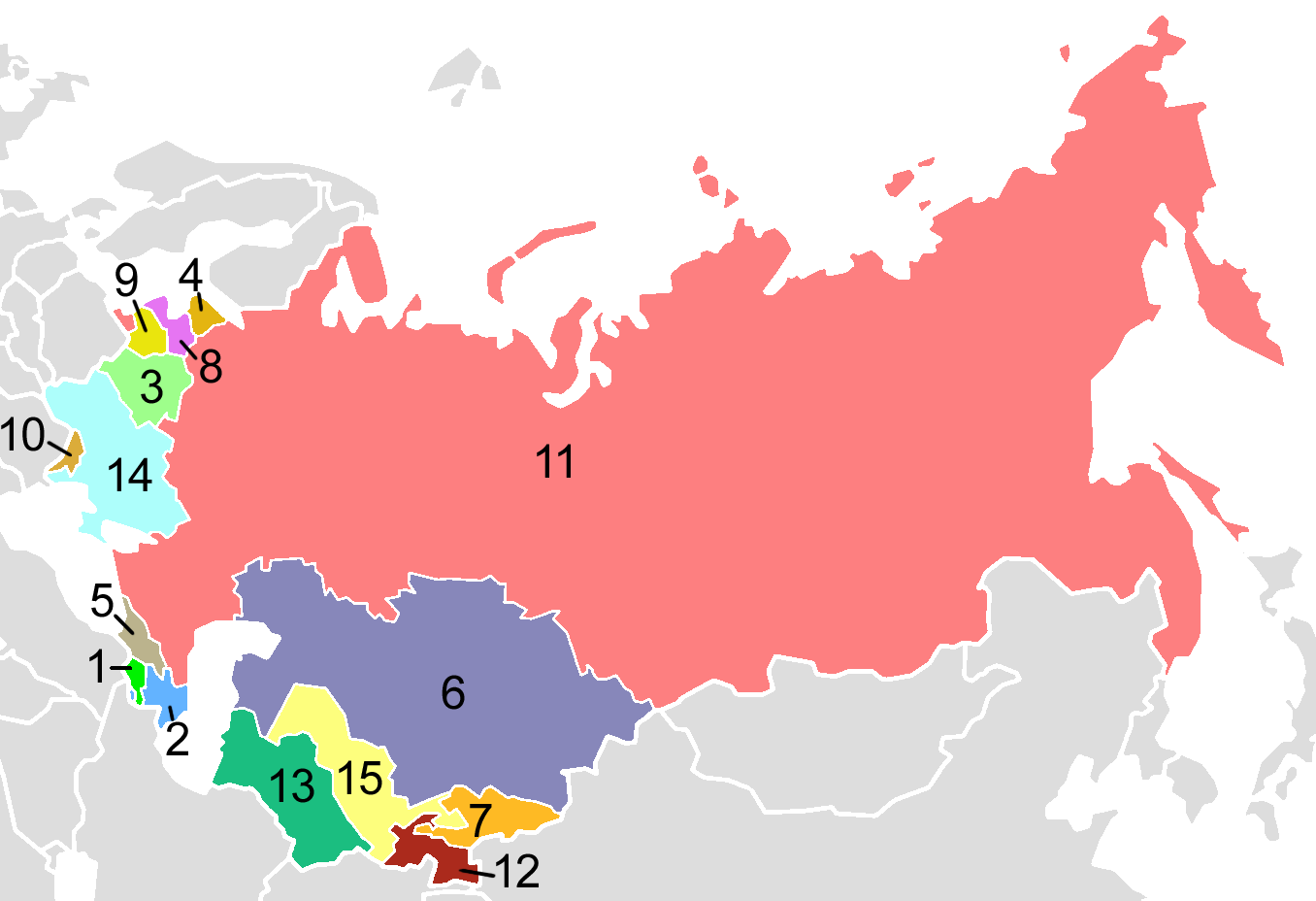
Les quinze ex-républiques soviétiques étudiées dans COLISEE

Le Comité de liaison pour la solidarité avec l'Europe de l'Est, ou COLISEE, est une association déclarée au Journal officiel le 7 octobre 1994, après qu'elle a tenu une assemblée générale constitutive le 19 septembre 1994. Elle est l’émanation du Fonds européen pour la liberté d’expression, et de l’un de ses deux délégués permanents, Jean-Pierre Bas. 

## Objet social
L'objet social du COLISEE est depuis sa fondation (article 2 des statuts) :
- l'information mutuelle des organisations membres, sur l'évolution de la situation dans les pays de l'Europe centrale et orientale (PECO) et sur les actions menées en vue de faire avancer la démocratie dans cette région,
- la mise en commun de services ou d'actions,
- la liaison avec les pouvoirs publics à l'échelon national et international,
- l'information et la sensibilisation du public aux problèmes rencontrés par les PECO[4].

## Histoire
Les cofondateurs deviennent membres du premier Bureau de l’association, Hervé Collet à la présidence, Rémy Degoul au secrétariat général et Jean-Claude Buchotte à la trésorerie. Par la suite le Conseil d’administration s’enrichira de représentants de différentes associations adhérentes.

## Réalisations
Les principales réalisations s’articulent annuellement de la manière suivante :
À la fin de 1994, l'association met en place un programme de repérage des associations et organismes divers qui interviennent, à un titre ou à un autre, dans les PECO, est entrepris. Ce travail prend la forme d'un fichier comptant 4 000 adresses, dont près de 3.000 associations.
En mars 1995, le premier numéro de la Lettre du COLISEE paraît. Cette lettre – tirée à 1000 exemplaires – compte au départ quatre pages. Au cours de l'année, une étude sur « Les communautés d'Europe centrale et orientale installées en France » est élaborée en lien avec le Fonds européen.
Les 30 et 31 mars 1996, un gala est organisé à Eaubonne (Val d'Oise), rassemblant les responsables d'associations et les personnalités intéressées par l'Europe centrale et orientale sur l'ensemble de la France et dans le but de sensibiliser le grand public sur la coopération avec l'Europe de l'Est. Six ateliers sont mis en place. Le COLISEE reçoit, en fin d'année, sa première subvention du Ministère des Affaires étrangères (alors Michel Barnier). Auparavant, le financement était en grande partie assuré par le Fonds européen pour la liberté d'expression. 
En 1997, un débat sur « La Démocratie dans les Balkans » est organisé avec Ivan Djuric, Nikola Kovac et Jacques Rupnik, à la suite de l’assemblée générale du 16 janvier. Par ailleurs le COLISEE participe à l'élaboration du dernier rapport du Fonds européen pour la liberté d'expression sur « La liberté d'expression en Europe centrale et orientale », qui passe en revue 16 pays d'Europe centrale et orientale.
En 1998, l'association s'installe en janvier dans de nouveaux locaux à Paris. Le site Internet est mis en place à la fin du mois de juin. Une visite de la Bibliothèque nationale de France, à Tolbiac, est organisée pour une quinzaine de diplomates européens, le 23 avril, à l'invitation conjointe du COLISEE et de l'association BESEDA (Association des bibliothécaires en études slaves et documentalistes associés). Le 25 juin, le COLISEE participe à l'animation de la rencontre nationale organisée conjointement par la Mission de liaison avec les ONG du Ministère des affaires étrangères français et le Conseil national de la vie associative, au centre Kléber, à Paris. Une rencontre conviviale, rassemblant dirigeants d'associations et diplomates, est organisée à Vézelay le 26 septembre, en partenariat avec l'association « Présence à Vézelay », et le Conseil général de l'Yonne. Cette rencontre débouchera l'année suivante sur un accord de coopération décentralisée entre le département de l'Yonne et la région de Kakhétie en Géorgie. 
En 1999, face à la situation au Kosovo, et au défi qu'il pose à l'Albanie, le COLISEE organise le 16 avril une réunion de travail avec les associations les plus concernées. Il en résulte l'idée d'une mission d'audit, mise en place par la Coordination SUD, et qui se déroule en juillet-août à Tirana, avec un expert issu des rangs du COLISEE. À la suite d'un contact établi avec les autorités slovaques à l'occasion de la venue en France, au mois de mai, d'une délégation conduite par Mikuláš Dzurinda, Premier ministre slovaque, le COLISEE met en place, en juin, une mission exploratoire. La délégation rencontre, à cette occasion, Ján Figeľ, secrétaire d'État aux Affaires européennes de Slovaquie, qui deviendra en 2004 commissaire européen. Au cours de l'année, le COLISEE participe activement aux travaux de lancement du comité PECO, dont l'assemblée générale constitutive se tient le 9 novembre.
En 2000, l'assemblée générale du 15 juin porte sur « L'actualité des échanges Est-Ouest », avec de nombreux experts français. Durant cette année, marquée par la chute de Slobodan Milošević et le Conseil européen de Nice, le COLISEE organise un débat sur « La politique de la France à l'Est », le 28 septembre, à l'Assemblée nationale. Le numéro de décembre de la Lettre publie un important dossier sur la nouvelle Yougoslavie.
L'année 2001 est proclamée « Année de l'Asie centrale » par le COLISEE et ses partenaires (une vingtaine d'associations et d'ambassades), avec des manifestations culturelles et artistiques sur Paris au printemps et à l'automne, et un numéro spécial de la Lettre du COLISEE en décembre. Le 18 décembre, un colloque à la maison de l'Amérique latine sur « L'Europe, la mondialisation, les solidarités » est conclu par Guy Hascoët, ministre de l'économie sociale et solidaire, en présence de délégués de plusieurs ministères et d'ambassadeurs.
En 2002, le COLISEE renforce son comité de rédaction de la Lettre et du site internet en instituant des correspondants par pays et par thèmes transversaux. Le 20 décembre, une table-ronde est organisée à la Maison de l'Amérique latine sur « La France et la grande Europe », présidée par Noëlle Lenoir, ministre déléguée aux Affaires européennes, en présence de 22 diplomates.
En 2003, un dossier sur la Russie paraît au premier trimestre et, en fin d'année, un ensemble d'articles sur la Biélorussie clôt la série de présentation des 27 pays d'Europe centrale et orientale. La Lettre du COLISEE met l'accent sur des sujets transversaux : coopération décentralisée, prostitution, bilan de la Grande Europe. La fréquentation du site internet dépasse la barre des 1 000 connexions par jour. Le 19 décembre, l'assemblée générale du COLISEE porte sur « Les enjeux du projet de constitution européenne et l'avenir de l'Europe ». Elle est présidée par Michel Rocard, ancien Premier ministre français, président de la commission parlementaire de la culture et de l'éducation du Parlement européen. 
En 2004, le COLISEE participe à l'organisation des « Rencontres Kirghizstan » dans un cinéma parisien, du 30 avril au 3 mai. La maquette de la Lettre est aérée et la ligne éditoriale réorganisée. Le site internet voit sa fréquentation augmenter à l'occasion de l'entrée de nouveaux États membres dans l'Union européenne, le 1er mai. L'assemblée générale tenue en janvier 2005, a pour thème « Quel projet de société pour la nouvelle Europe ? », avec le commissaire européen Ján Figeľ et Pascale Andreani, conseiller du Premier ministre français. Le COLISEE fête ses dix ans d'existence et le cinquantième numéro de sa Lettre.  
De 2005 à 2007, le site internet se positionne comme un portail d'informations générales sur 27 pays d'Europe centrale et orientale, du Caucase et d'Asie centrale. Il s'efforce de faire régulièrement le point, pays par pays, de l'état d'avancement d'un certain nombre de sujets à caractère culturel, économique, politique et social classés en rubriques : « Présentation générale », « Histoire », « Tourisme », « Culture », « Politique intérieure », « Politique étrangère », « Économie », etc. Il accueille également le calendrier des manifestations proposées par les associations, mais aussi par d'autres acteurs : centres culturels des ambassades, théâtres, cinémas, etc. Il se veut une plaque tournante pour les acteurs de la société civile qui coopèrent ou veulent coopérer avec les pays concernés. Il fait appel à des universitaires, des experts et des journalistes. Jusqu'en 2007, la ligne éditoriale est assurée par Hervé Collet. À partir de 2008, la ligne éditoriale est assurée par Mirian Méloua. 
De 2008 à 2012, l'accent est mis sur les pays du monde caucasien, du monde centre-asiatique, du monde centre-européen et du monde russe, sur le développement de la démocratie au sein de ces aires géopolitiques et sur leurs relations avec l'Union européenne. En 2008, les derniers 10 pays d'Europe centrale et orientale ayant adhéré à l'Union européenne sont regroupés dans la rubrique du site « Union européenne ». En 2009, une rubrique concernant les « États autoproclamés » est créée, avec l'Abkhazie, le Haut-Karabagh, le Kosovo, l'Ossétie du Sud et la Transnistrie. À partir de 2010, les aspects « Biographies » sont développés. En 2011, les Dossiers du COLISEE sont proposés dans une nouvelle rubrique en page d'accueil, dossiers relevant d'une thématique généralement transversale. Une nouvelle rubrique portant sur « Les séminaires et les conférences » apparaît en page d'accueil également : elle annonce les séances – souvent universitaires – consacrées aux pays du périmètre considéré et ouvertes au public. 
À partir de 2012, le ministère des Affaires étrangères ayant réduit, puis supprimé, son aide financière, un nouveau mode de financement est trouvé : l'équipe rédactionnelle prend le contrôle du site COLISEE, dont  le nom devient Comité pour l’information sur l’Europe de l’Est,. Le site dépasse au 1er janvier 2013 les 3 millions de visites depuis l’origine.